# ويليام أندريه
ويليام أندريه (بالإنجليزية: William Andre) هو رياضي خماسي أمريكي، ولد في 23 أغسطس 1931 في مونتكلير ‏ في الولايات المتحدة.

## وصلات خارجية
- ويليام أندريه على موقع أوليمبيديا (الإنجليزية)